# Вейс (Хузестан)
Вейс (перс. ويس‎) — город на юго-западе Ирана, в остане Хузестан, на левом берегу реки Карун. Входит в состав шахрестана Ахваз. На 2006 год население составляло 14 024 человека.

## География
Город находится в центре Хузестана, в северо-восточной части Хузестанской равнины, на высоте 22 метров над уровнем моря Вейс расположен на расстоянии приблизительно 20 километров к северо-востоку от Ахваза, административного центра провинции и на расстоянии 520 километров к юго-западу от Тегерана, столицы страны.